# Шкільна вулиця (Київ, Солом'янський район)
Шкільна́ ву́лиця — вулиця в Солом'янському районі міста Києва, селище Жуляни. Пролягає від вулиці Сергія Колоса до вулиці Павла Потоцького.

## Історія
Виникла в середині XX століття як одна з нових вулиць села Жуляни (куток Латунівщина), під такою ж назвою (проходить поблизу місцевої школи).